# Bosznia-hercegovinai labdarúgókupa
A Bosznia-hercegovinai labdarúgókupa vagy Bosznia-hercegovinai kupa (hivatalos nevén Kup Bosne i Hercegovine) a legrangosabb nemzeti labdarúgókupa Bosznia-Hercegovinában, amelyet először 1997-ben rendeztek meg.
A legsikeresebb klub az FK Željezničar amely eddig 5 alkalommal hódították el a trófeát.
A Bosznia-hercegovinai az ország második legrangosabb labdarúgó versenykiírása, a Bosznia-hercegovinai bajnokság után. A kupa győztese jogán Bosznia-Hercegovina csapatot indíthat az Európa-liga második selejtezőkörében.

## Eddigi győztesek
| Szezon                                                              | Győztes                                                        | Eredmény                                                       | Ezüstérmes                                                     |
| ------------------------------------------------------------------- | -------------------------------------------------------------- | -------------------------------------------------------------- | -------------------------------------------------------------- |
| 1997/98                                                             | FK Sarajevo                                                    | 0-0, 1-0                                                       | HNK Orašje                                                     |
| 1989/99 : 3 különböző regionális kupasorozatot rendeztek            |                                                                |                                                                |                                                                |
| 1999/00 : A három csoport győztese az FK Željezničar nyerte a kupát |                                                                |                                                                |                                                                |
| 2000/01                                                             | FK Željezničar                                                 | 3-2                                                            | FK Sarajevo                                                    |
| 2001/02                                                             | FK Sarajevo                                                    | 2-1                                                            | FK Željezničar                                                 |
| 2002/03                                                             | FK Željezničar                                                 | 0-0, 2-0                                                       | FK Leotar Trebinje                                             |
| 2003/04                                                             | FK Modriča Maksima                                             | 1-1, 4-2                                                       | Borac Banja Luka                                               |
| 2004/05                                                             | FK Sarajevo                                                    | 1-0, 1-1                                                       | NK Široki Brijeg                                               |
| 2005/06                                                             | HNK Orašje                                                     | 0-0, 3-0                                                       | NK Široki Brijeg                                               |
| 2006/07                                                             | NK Široki Brijeg                                               | 1-1, 1-0                                                       | Slavija Istočno Sarajevo                                       |
| 2007/08                                                             | NK Zrinjski Mostar                                             | 1-2, 2-1 t (3-1)                                               | FK Sloboda Tuzla                                               |
| 2008/09                                                             | Slavija Istočno Sarajevo                                       | 0-2, 2-0 t (4-3)                                               | FK Sloboda Tuzla                                               |
| 2009/10                                                             | Borac Banja Luka                                               | 1-1, 2-2                                                       | FK Željezničar                                                 |
| 2010/11                                                             | FK Željezničar                                                 | 1-0, 3-0                                                       | NK Čelik Zenica                                                |
| 2011/12                                                             | FK Željezničar                                                 | 1-0, 0-0                                                       | NK Široki Brijeg                                               |
| 2012/13                                                             | NK Široki Brijeg                                               | 1-1, 1-1 t (5-4)                                               | FK Željezničar                                                 |
| 2013/14                                                             | Sarajevo                                                       | 2–0, 3–1                                                       | Čelik                                                          |
| 2014/15                                                             | Olimpic                                                        | 1–1, 1–1 t (5-4)                                               | Široki Brijeg                                                  |
| 2015/16                                                             | Radnik                                                         | 1–1, 3–0                                                       | Sloboda                                                        |
| 2016/17                                                             | Široki Brijeg                                                  | 1–0, 0–1 t (4-2)                                               | Sarajevo                                                       |
| 2017/18                                                             | Željezničar                                                    | 2–0, 4–0                                                       | Krupa                                                          |
| 2018/19                                                             | Sarajevo                                                       | 3–0, 0–1                                                       | Široki Brijeg                                                  |
| 2019/20                                                             | A koronavírus-járvány miatt félbeszakadt, győztes nem avattak. | A koronavírus-járvány miatt félbeszakadt, győztes nem avattak. | A koronavírus-járvány miatt félbeszakadt, győztes nem avattak. |
| 2020/21                                                             | Sarajevo                                                       | 0–0 t (4-1)                                                    | Borac                                                          |
| 2021/22                                                             | Velež Mostar                                                   | 0–0 t (4-3)                                                    | Sarajevo                                                       |

* t: Tizenegyesrúgások után

### Dicsőségtábla
| Klub                     | Győztes | Ezüstérmes | Győztes évek                             |
| ------------------------ | ------- | ---------- | ---------------------------------------- |
| FK Sarajevo              | 7       | 4          | 1997, 1998, 2002, 2005, 2014, 2019, 2021 |
| FK Željezničar Sarajevo  | 6       | 4          | 2000, 2001, 2003, 2011, 2012, 2018       |
| NK Široki Brijeg         | 3       | 5          | 2007, 2013, 2017                         |
| Borac Banja Luka         | 1       | 2          | 2010                                     |
| HNK Orašje               | 1       | 1          | 2006                                     |
| Slavija Istočno Sarajevo | 1       | 1          | 2009                                     |
| NK Bosna Visoko          | 1       | 1          | 1999                                     |
| FK Modriča Maksima       | 1       |            | 2004                                     |
| NK Zrinjski Mostar       | 1       |            | 2008                                     |
| FK Olimpic Sarajevo      | 1       |            | 2015                                     |
| FK Radnik Bijeljina      | 1       |            | 2016                                     |
| FK Velež Mostar          | 1       |            | 2022                                     |
| FK Sloboda Tuzla         |         | 4          |                                          |
| NK Čelik Zenica          |         | 2          |                                          |
| FK Krupa                 |         | 1          |                                          |
| FK Leotar Trebinje       |         | 1          |                                          |

## Lásd még
- Bosznia-hercegovinai labdarúgó-szuperkupa